# カイシンシ
カイシンシ（9月10日 - ）は、日本の漫画家。

## 概要
2002年、「いちばん♥ -ICHIBANN HEART-」で『COMICパピポ』（フランス書院）よりデビュー。現在は主に茜新社等発行の成人向け及び『チャンピオンRED いちご』（秋田書店）等の一般向け漫画雑誌にて活動。同人サークル「怪盗紳士団」を主宰。

## 作品リスト

### 単行本

#### 成人向け作品
1. 『まじからいず』 2004年8月20日、フランス書院〈Xコミックス〉、ISBN 4-8296-7875-5
2. 『こいのいろ』 2007年5月25日発売[1]、茜新社〈TENMA COMICS〉、ISBN 978-4-87182-915-1
  - あなただけ／すきいみ／はじめて大作戦／はじめて大作戦―恋するキモチ―／はじめて大作戦―はいぱー計画―／てだま／ずっと…／はてなNAキモチ／KOAKUMA
3. 『ボクの家のクルリ様』 2008年6月20日発売[2]、茜新社〈TENMACOMICS RIN〉、ISBN 978-4-87182-999-1
  - ボクの家のクルリ様／ボクの家のクルリ様 キミはあたしのシモベくん／ボクの家のクルリ様 クルリふわふわ／ボクの家のクルリ様 とーじろーの逆襲／すきいみ 2／すきいみ 3／すきいみ 4 〜告白〜／わんこすたいる／げんきのチカラ／ちょいワル御主人様
4. 『恋色ぱられる』 2010年11月26日発売[3]、茜新社〈TENMACOMICS RIN〉、ISBN 978-4-86349-190-8
  - くろすしすたー／くろすしすたー 〜女の子として〜／くろすしすたー 〜すぺしゃる鑑賞モード〜／小さなお姉さん／みるはま／みるはま 新しい日常／みるはま お兄ちゃんのお願い／みるはま ある暑い日の１日／ぷらいど攻防戦！／すきいみ 5／すきいみ 6／すきいみ 7 〜好き〜
5. 『乙女心は恋の色』 2012年11月22日発売[4]、茜新社〈TENMACOMICS RIN〉、ISBN 978-4-86349-332-2
  - メイドでこすも☆／こすもわーるど☆／こすもわーるど☆〜恋人モード〜／こすもわーるど☆〜主導権奪還作戦〜／こすもわーるど☆〜女の子の戦闘服〜／ボクの幼なじみ／目は口ほどにものを言う／ほずみアップデート／専用♥誓約／あいがん／あいがん〜ミサキ育成計画〜／きょーりょく関係／友達の妹に恋をした／お嫁さん宣言！
6. 『恋する心は桜色』 2016年3月28日発売[5]、茜新社〈TENMACOMICS JC〉、ISBN 978-4-86349-554-8
  - 僕らスタイル（Juicy No.2、2013年）
  - 兄として（Juicy No.3、2013年）
  - 二人部活（Juicy No.4、2013年）
  - 林檎遊戯（Juicy No.5、2014年）
  - 音弥ちゃんの不満（Juicy No.6、2014年）
  - 小は大をかねない！（Juicy No.7、2014年）
  - 背のびの関係（Juicy No.8、2014年）
  - アマモケイカク（Juicy No.9、2015年）
  - おまかせ生活（Juicy No.10、2015年）
  - 未来レール（Juicy No.11、2015年）

#### 一般向け作品
- 『ラブユメ♥みっくす』 （2006年 - 2010年、秋田書店『チャンピオンRED いちご』 連載、〈チャンピオンREDコミックス〉）、全2巻

- 『えぬぴし〜ゲーム美少女たちとのドキドキ生活〜』 （秋田書店『チャンピオンRED いちご』連載、〈チャンピオンREDコミックス〉）、全1巻
  - 2013年7月19日発売[6]、ISBN 978-4-253-23393-4
- 『最強の吸血姫は妹が欲しいっ!』[7] （原作：緋色の雨、竹書房『WEBコミックガンマぷらす』連載、〈バンブーコミックス〉）、全3巻
  1. 2020年2月28日発売[8]、ISBN 978-4-8019-6860-8
  2. 2021年4月30日発売[9]、ISBN 978-4-8019-7293-3
  3. 2022年7月7日発売[10]、ISBN 978-4-8019-7677-1

### 単行本未収録作品
- COMICパピポ（フランス書院）
  - いちばん♥ -ICHIBANN HEART-（2002年10月号）
  - ホントなジブン（2002年12月号）
  - いぢわる（2003年9月号）
  - ルルリ特別問題（2003年11月号）
  - ボクのいる場所（2003年12月号）
  - 使命! 果たします（2004年4月号）
  - かえりみち（2004年6月号）
  - ひとはだぬいぢゃう♥（2004年7月号）
  - ふわぱた FUWA PATA（2004年8月号）
  - OYAKO-DONDON だぶるはっぴぃ『おんりぃわん』（2004年10月号）
  - どこまでも（2004年11月号）
  - 優等生（2004年12月号）
  - ゆずれないもの（2005年2月号）
- COMICポプリクラブ（晋遊舎、マックス）
  - 誓いの指輪（2005年5月号）
  - BATH ROOM（2005年8月号）
  - めいどのなるみ（2005年9月号）
  - ちぇんじ?（2005年12月号）
  - ねこ👦（2006年6月号）
  - ねこ 〜せかんど〜（2007年4月号）
- COMIC RIN（茜新社）
  - まちぼうけ（Vol.8 2005年7月）[11]
  - 僕達の恋愛確率（Vol.9 2005年8月）[11]
  - さんかく（Vol.10 2005年9月）[12]
  - せきにんのとりかた（Vol.11 2005年10月）[13]
  - あなたいろ（Vol.13 2005年12月）[14]
  - ひみつ×2（Vol.14 2006年1月）[14]
  - オトコのせきにん（2007年3月号）[15]
- Juicy
  - 自由研究部（No.12、2015年11月）[16]
  - お姉さんポジション（No.13、2016年2月）[17]
  - 自由研究部 活動二日目（No.14、2016年5月）[18]
  - 発情スイッチ（No.15、2016年9月）[19]
  - 時は流れる？（No.16、2016年11月）[20]
  - ボクのスイッチ探し（No.17、2017年2月）[21]